# St. Johannes der Täufer (Witzmannsberg)

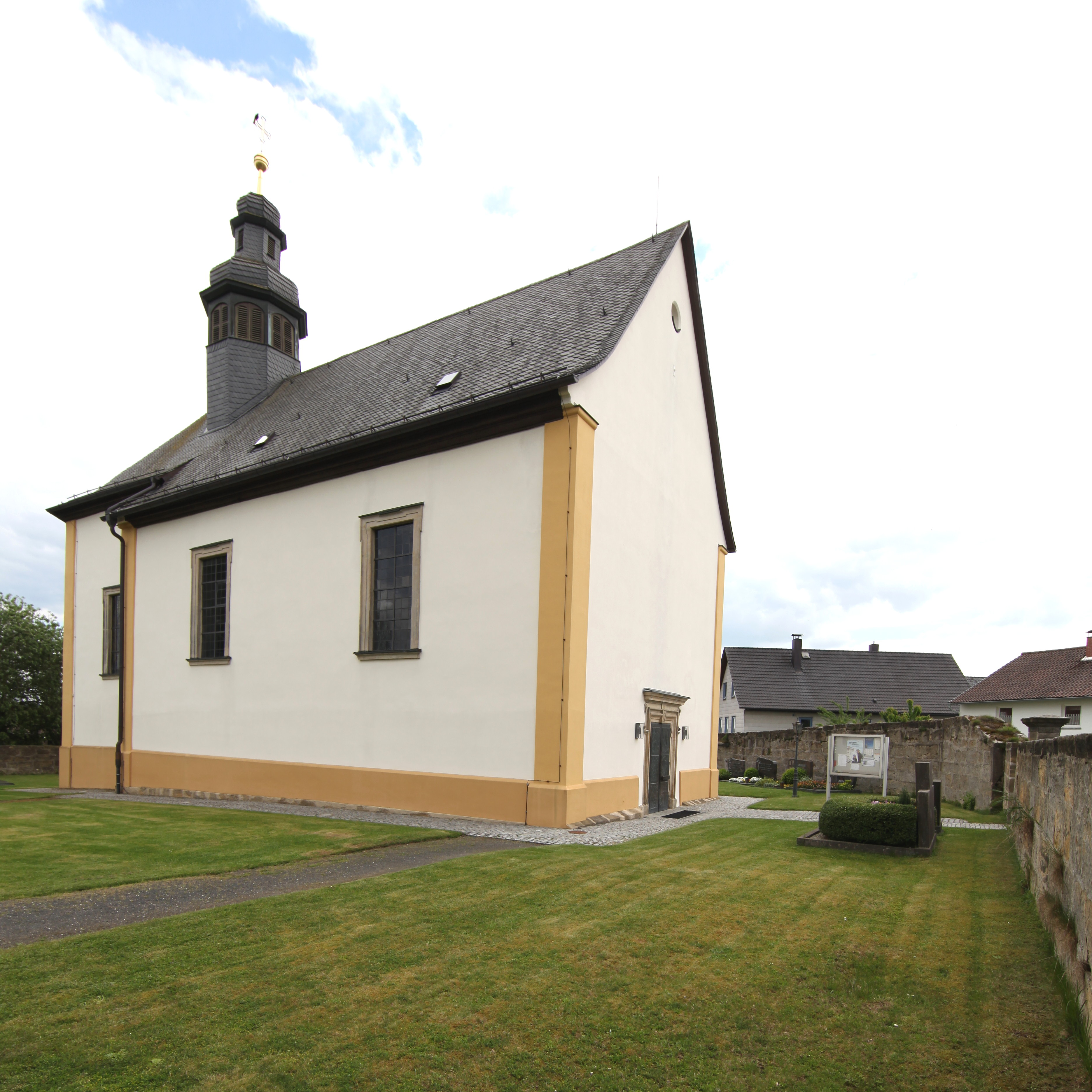
St. Johannes der Täufer in Witzmannsberg

Die römisch-katholische Kirche St. Johannes der Täufer im oberfränkischen Witzmannsberg, einem Ortsteil von Ahorn im Landkreis Coburg, stammt aus dem Jahr 1711.

## Geschichte
Anfangs stand in Witzmannsberg eine mittelalterliche Wehrkirche. Reste von der Vorgängerkirche sind noch in der Kirchenmauer enthalten. 1670 erhielt die Kirche Pfarrrechte und gehörte zum Pfarrverbund Seßlach. Heute ist St. Johannes eine Filialkirche der Pfarrei Neundorf.
Am 23. April 1708 begannen die Bauarbeiten an dem heutigen Gotteshaus. Die Planung und Bauleitung oblag dem Seßlacher Maurermeister Hanns Michael Schmitt. Die Kirchenweihe folgte am 29. September 1711. Die Altäre stammen aus der Zeit 1730/1740. Ergänzungsmaßnahmen zu dem heutigen Aussehen mit einem neuen Dach und Dachreiter kamen 1790 zur Ausführung. Zusätzlich wurde eine zweigeschossige Empore eingebaut und von dem Staffelsteiner Künstler Heinrich Seelmann eine Stuckdecke angelegt. 1904 wurde unter anderem die Decke neu gestaltet und die Emporenbrüstung erneuert.
1960 wurden das Dach und die Schieferdeckung der Kirche instand gesetzt. Im Jahr 1980 folgten Sanierungsmaßnahmen mit Außenputz- und Dacharbeiten. Zusätzlich ließ die Gemeinde den Altarbereich mit Volksaltar und Ambo unter Verwendung der historischen Kircheneinrichtung neu gestalten. 2010 wurde eine Generalsanierung der Kirche im Innen- und Außenbereich einschließlich des Dachstuhles durchgeführt.

## Baubeschreibung

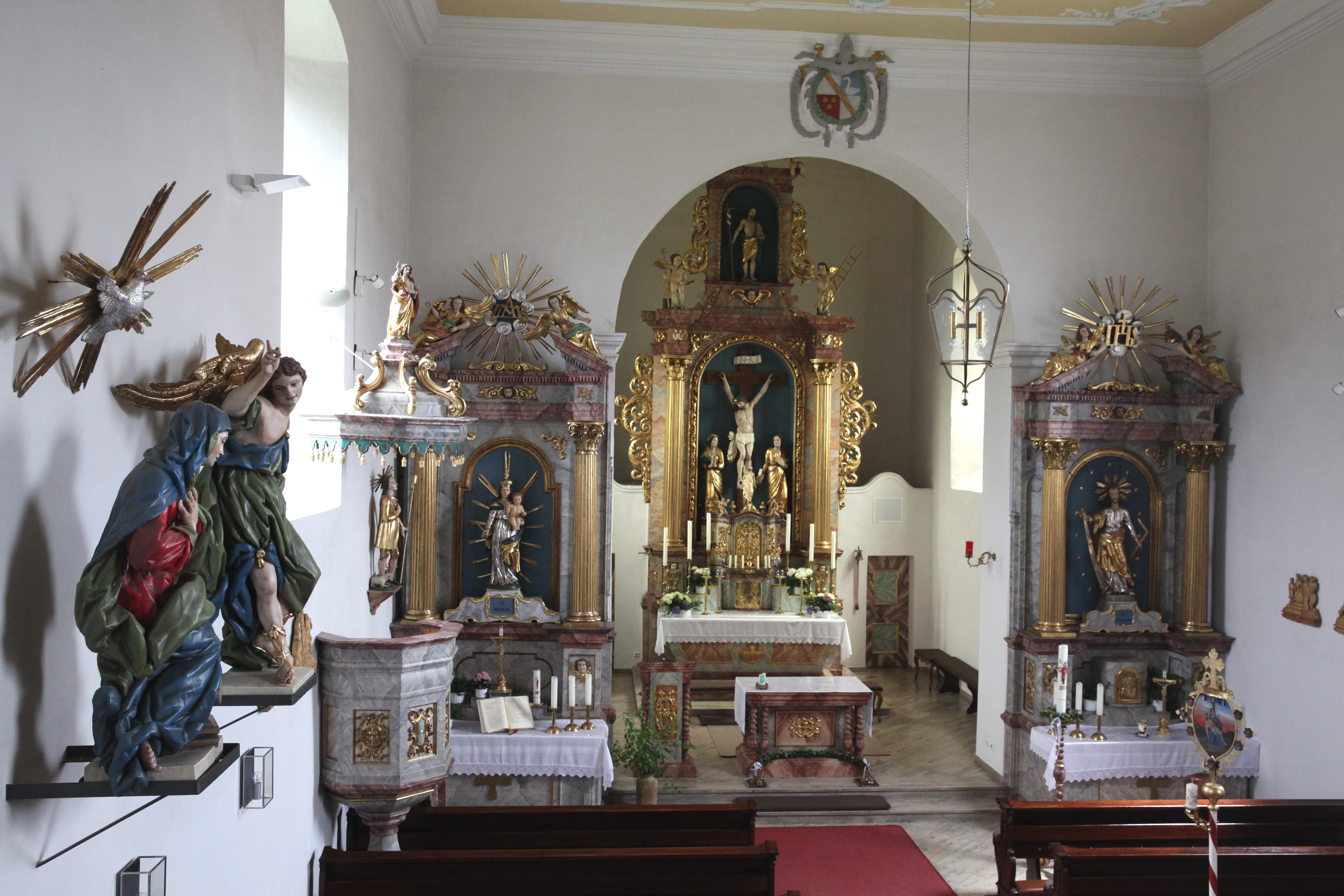
Altarraum

Die Kirche steht, das Ortsbild prägend, nordwestlich des Dorfplatzes auf dem höchsten Punkt des Ortes Witzmannsberg. Sie ist in Abschnitten von einer bis zu 2,5 Meter hohen mittelalterlichen Kirchhofsmauer aus großen Sandsteinquadern umgeben.
Das Gotteshaus hat ein verputztes Quader- und Brockenmauerwerk, das mit Sandstein bei dem umlaufenden Sockel, den Ecklisenen und den Profilrahmungen der Fenster und Türen gegliedert ist. Die Eingangsportale verzieren Scheitelsteine und waagrechte Gesimsverdachungen.
Die Saalkirche hat einen eingezogenen, hohen rechteckigen Chor. Der Chorraum wird von einer Flachdecke überspannt. In der Nord- und Südseite ist jeweils ein rechteckiges Fenster mit leichter stichbogiger Laibung vorhanden. Ein einspringender, runder Chorbogen verbindet den Altarraum mit dem Langhaus.
Das Langhaus besitzt zwei weitgestellte Fensterachsen und wird von einer flachen Putzdecke mit einer gesimsprofilierten Kehle überspannt. Die rechteckigen Fenster in den Längsseiten sitzen in stichbogigen Laibungen. Die Eingänge sind jeweils mittig in der Süd- und Westseite angeordnet. Die zweigeschossige, hölzerne Empore befindet sich in der Westseite. Der Mittelabschnitt der oberen Empore mit der Orgel ist mit mehrfacher Knickung vorgezogen.
Der Chor und das Langhaus sind unter einem einheitlichen Satteldach mit einer Schieferdeckung angeordnet, das nach Osten abgewalmt ist und ein profiliertes, hölzernes Traufgesims besitzt. Über dem Chor befindet sich ein achteckiger, verschieferter Dachreiter mit segmentbogigen, jalousieverkleideten Schallöffnungen. Den oberen Abschluss bilden eine Haube mit einer Laterne mit vier rechteckigen Öffnungen und eine weitere kleine Haube mit Spitze, Knauf und Kreuz.

## Ausstattung

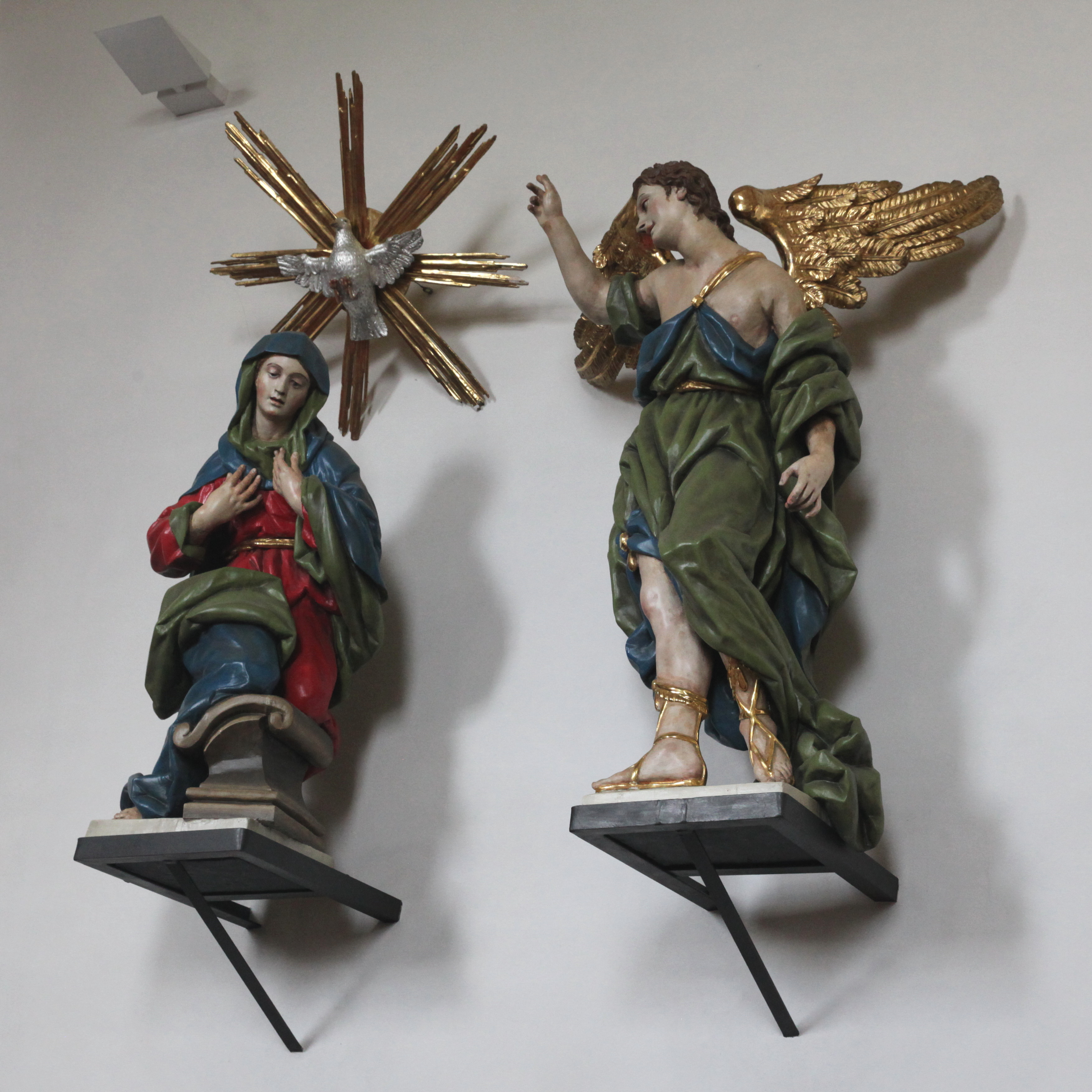
Verkündigungsgruppe

Der Hochaltar wurde 1711 gefertigt, ein Drehtabernakel um 1740 hinzugefügt. Im unteren Teil befindet sich, eingefasst von korinthischen Säulen, in einer großen, rundbogig geschlossenen flachen Mittelnische eine vollplastische dreifigurige Kreuzigungsgruppe mit Jesus am Kreuz, Maria, seine Mutter und Apostel Johannes. Im mittleren Teil steht in einer rundbogigen Nische die Holzfigur des Auferstandenen, umgeben von vier Engeln, die in den Händen die Marterwerkzeuge Jesu (unter anderem Nägel, Lanze, Leiter, Hammer, Zange) halten. Im oberen Teil befindet sich als Bekrönung eine neubarocke Strahlenglorie mit der Inschrift „GOTT“.
Der beiden Seitenaltäre haben in der Form völlig gleichartige Holzaufbauten mit korinthischen Säulen. Sie stammen ungefähr aus dem Jahr 1711 und deren Holzfiguren sind etwa aus der Zeit 1730/1740. Der Marienaltar zeigt die stehende Muttergottes im Strahlenkranz mit dem Jesuskind. Darüber befindet sich im Giebel als Bekrönung eine Strahlenglorie mit dem Marienmonogramm. Der rechte Altar, der Josephaltar, stellt den heiligen Joseph mit Zimmermannswinkel und der Säge dar. Darüber befindet sich im Giebel als Bekrönung eine Strahlenglorie mit dem Jesusmonogramm. Links neben dem Marienaltar steht die Kanzel mit dem „Heiland der Welt“ auf dem Schalldeckel.
Die Verkündigungsgruppe an der linken Seitenwand des Langhauses besteht aus Holzfiguren, die die Verkündigung der Empfängnis Jesu durch den Erzengel Gabriel an Maria darstellen. Es ist ein Werk des Bamberger Künstlers Michael Trautmann, das dieser um 1780 für die Tambacher Klosterkirche geschaffen hatte und das die Gemeinde 1806 erwarb. Weitere Figuren zeigen auf der unteren Empore die heilige Ottilie, wohl noch aus dem 17. Jahrhundert stammend, über dem Seiteneingang den Kirchenpatron Johannes den Täufer, etwa 1730 entstanden, und zwischen Kanzel und Altar den heiligen Wendelin, ein Werk des späten 18. Jahrhunderts.
Die Stuckdecke mit einem doppelten Rahmen im Chorraum zeigt im Spiegel ein Dreieck mit dem Auge Gottes und geflügelten Engelsköpfchen in Wolken- und Strahlenglorie. Die Decke des Langhauses hat einen großen rechteckigen Außenrahmen aus Rokokostuckaturen und Binnenrahmen mit dem Jesusmonogramm sowie mit der Bezeichnung „MARIA“, jeweils mit Wolken- und Strahlenglorie mit geflügelten Engelsköpfchen dekoriert. Im mittleren Spiegel der Langhausdecke stellt ein Deckengemälde Johannes in der Wüste dar. Es ist ein Werk des Staffelsteiner Künstlers Theodor Stengel von 1904.
Über dem Chorbogen des Langhauses erinnert das Langheimer Abtswappen an die Zugehörigkeit zum Klosteramt Tambach des Klosters Langheim.
Die Eingangstüren wurden 1980 von dem Metallkunsthandwerker Franz Kammerer aus Schlüsselfeld nach einem Entwurf des Bamberger Kunstmalers Alfred Heller hergestellt. Sie zeigen ein in Kupfer getriebenes Relief des Papstes Johannes XXIII. und Szenen des Alten und Neuen Testamentes. Im Innenraum befindet sich ein holzgeschnitzter Kreuzweg des Eichaer Künstlers Hermann Kotschy aus den Jahren 1989/1990.

## Orgel

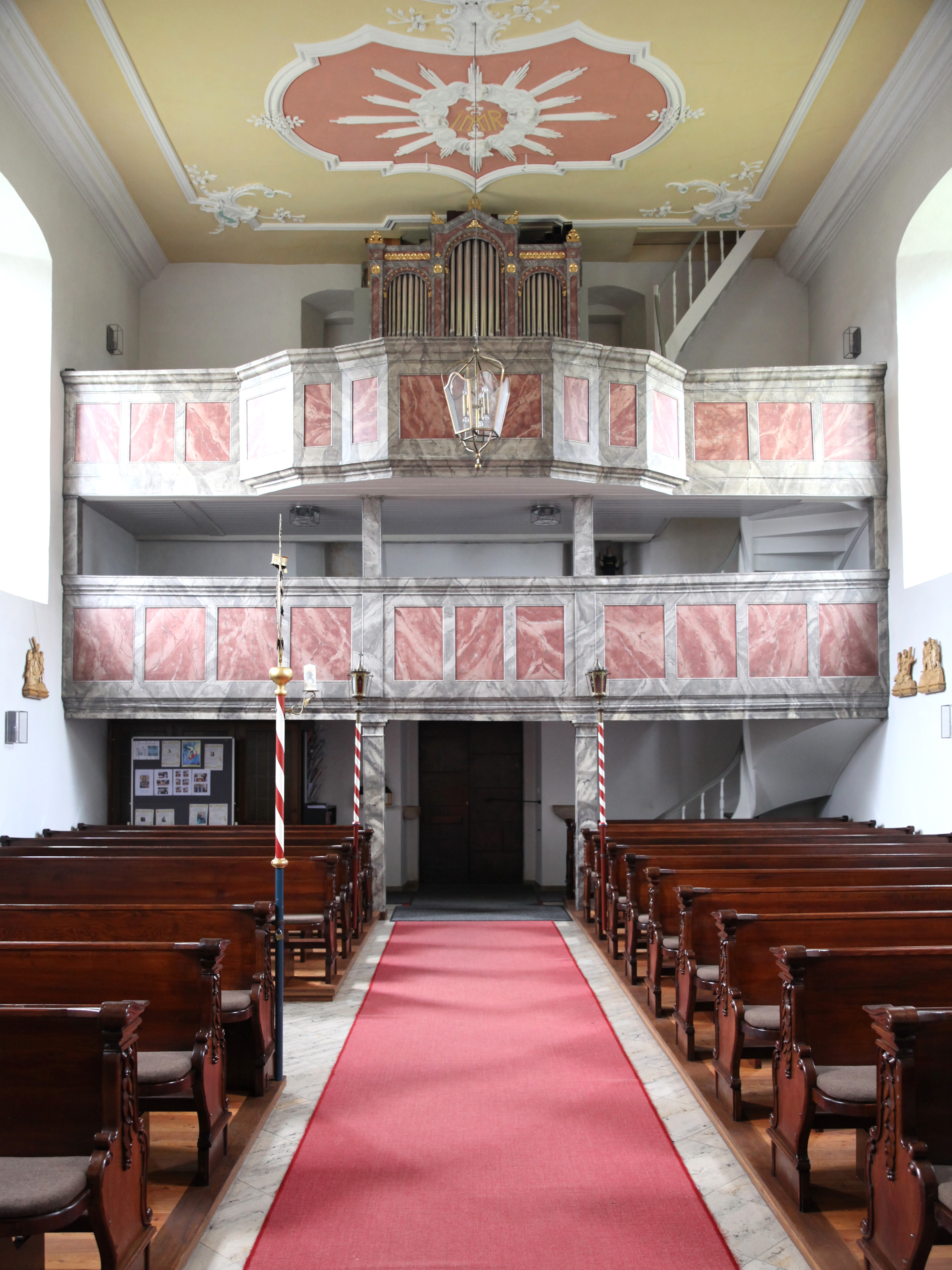
Orgelempore

Im Jahr 1870 erbaute der Nürnberger Orgelbaumeister Augustin Ferdinand II. Bittner die Orgel mit zehn Registern auf einem Manual und Pedal. 2011 restaurierte die Cadolzburger Orgelbauwerkstatt Andreas Hemmerlein das Instrument. Der dreiteilige Orgelprospekt hat Rundbogenfelder, die durch Pilaster gegliedert und mit Maßwerkrosetten verziert sind. Das mittlere Feld ist überhöht und wird von einem flachen Dreieckgiebel abgeschlossen.